# Hochland SE

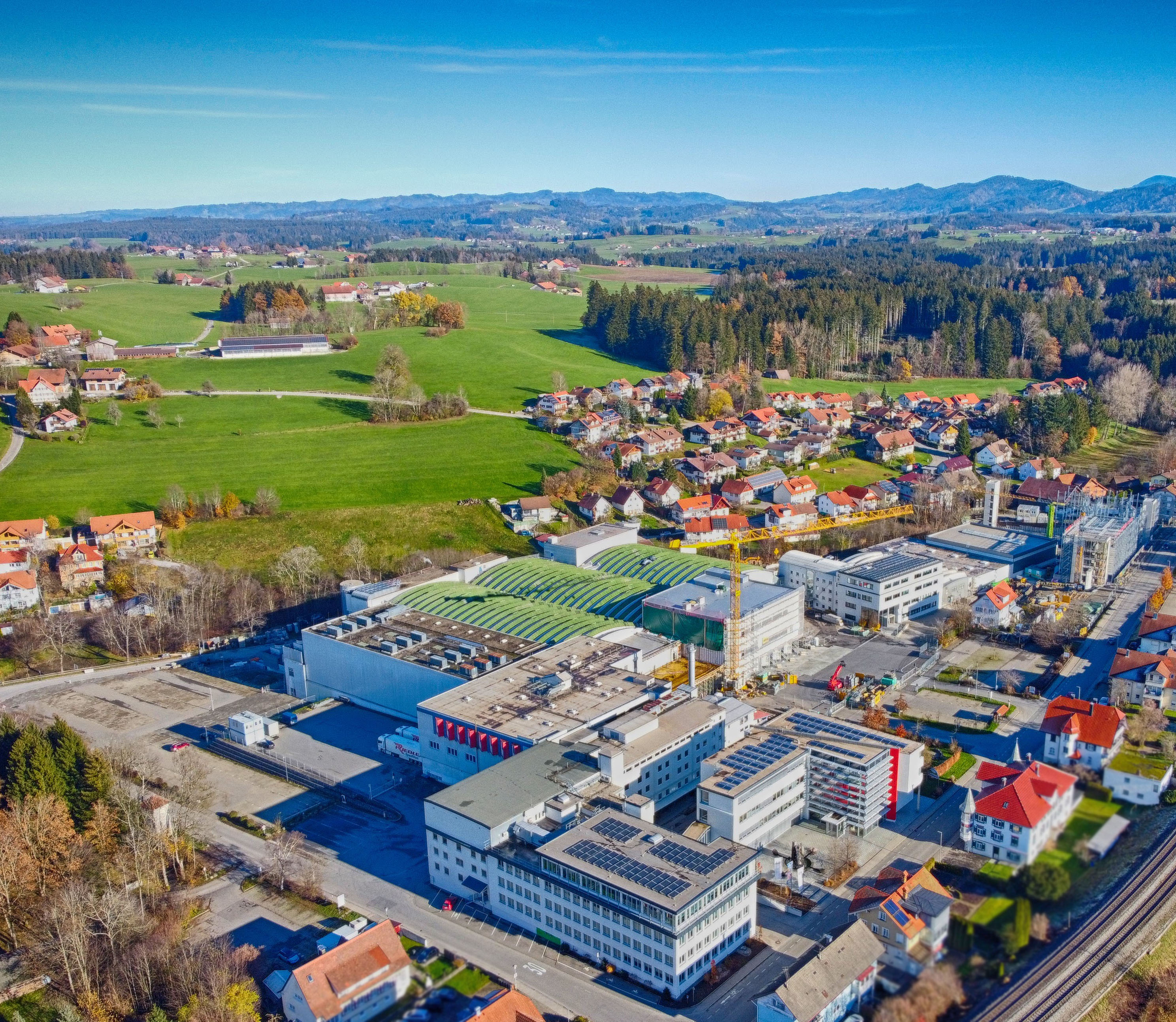
Hochland-Werk in Heimenkirch

Die Hochland SE mit Sitz in Heimenkirch im Allgäu ist ein deutscher Nahrungsmittelhersteller in Familienbesitz und gehört zu den größten privaten Käseherstellern in Europa.

## Geschichte
Keimzelle von Hochland war die 1880 in Goßholz gegründete Allgäuer-Emmentaler-Großhandlung Bonifaz Kohler KG. 1927 gründete dann Georg Summer zusammen mit seinem Schwager Robert Reich das Hochland Käsewerk in Goßholz bei Lindenberg. Erstes Erzeugnis war ein 2 kg schwerer Emmentaler-Schmelzkäseblock. 1931 wurde die Firmenzentrale nach Heimenkirch verlegt. Der erste große Wachstumsschub setzte mit dem Aufkommen der Supermärkte nach dem Zweiten Weltkrieg ein. Das Selbstbedienungsprinzip erforderte neue handlungsfomgerechte Sortimente und Verpackungen. Hochland war eines der ersten Unternehmen, die diesem Anspruch gerecht werden konnten. So wurde das Wachstum von Hochland stark durch das Wachstum der Discounter geprägt. Hochland, Reich, Summer & Co. KG hat sich seither zu Deutschlands größtem privaten Käsehersteller und -verarbeiter entwickelt.
Um nicht zu abhängig von einzelnen Discountern zu werden, wurden in den sechziger Jahren zunehmend auch Auslandsmärkte erschlossen.
Seit 1973 ist Hochland offizieller Partner und Käselieferant von McDonald’s Deutschland. Der im Jahr 2006 übernommene Schweizer Käsehersteller Fromalp wurde 2010 an Emmi verkauft.
Im Januar 2017 hat Hochland den US-amerikanischen Frischkäse-Produzenten Franklin Foods Inc. übernommen. Dieser war im Jahr 2016 mit einem Umsatz von rund 140 Mio. USD drittgrößter Frischkäsehersteller in den USA.

## Aktivitäten
Hochland ist Marktführer bei Schmelzkäse in Deutschland mit einem Marktanteil von 22 % (Stand 2008). Der Absatz belief sich 2017 auf ca. 348.000 t. Der Geschäftsbereich Weichkäse wird durch den 1978 übernommenen französischen Hersteller Fromagerie Henri Hutin (FHH) repräsentiert; neben seiner Hauptmarke Valbrie produziert FHH auch Handelsmarken. Der
Vertrieb und die Vermarktung von Hochland-Käse unter Handelsmarken erfolgt durch die Tochterfirma Bonifaz Kohler GmbH.
Seit 1974 werden auch Maschinen zur Schmelzkäseherstellung bei der Tochterfirma Natec hergestellt.
Im Jahr 2015 gründete Hochland die Gesellschaft E.V.A. GmbH, die vegane Alternativen zu Käse- und Milchprodukten produziert. Die Produktionsstätte ist in Oberreute und Hergatz angesiedelt. Die Produkte werden unter dem Handelsnamen „Simply V“ vertrieben. „Simply V“ ist mit 61 % Marktanteil mit Abstand Marktführer in Deutschland.

### Kritik
Im Jahr 2020 erhielt das Unternehmen für die Marke Grünländer den Negativpreis Goldener Windbeutel. Kritisiert wurden hierbei der Werbespruch „Milch von Freilaufkühen“, der für Kühe in Stallhaltung steht, und die naturnah gestaltete Verpackung. Das Unternehmen lehnte die Annahme des Preises unter anderem mit der Begründung, dass sich der Werbespruch auf die Nichtanwendung der Anbindehaltung beziehe und sich die Tiere innerhalb des Stalls bewegen können, ab. Nach einer Abmahnung vom Verband Sozialer Wettbewerb verkündete Hochland ab 2022 Grünländer nicht mehr mit „Freilaufkühen“ und „Grüner Seele“ bewerben zu wollen.
Nach dem Angriffskrieg Russlands gegen die Ukraine im Jahr 2022 hielt Hochland weiterhin an seinem Russlandgeschäft fest. Hochland betreibt dort drei Werke mit rund 1600 Beschäftigten. Das Unternehmen begründete dieses Vorgehen damit die Bevölkerung in Russland nicht sanktionieren zu wollen, dafür als Maßnahme ein Werbe- und Investitionsstopp in den russischen Markt zu verhängen. Im ersten Kriegsjahr konnte das Unternehmen seinen Umsatz auf dem russischen Markt von 100 Millionen auf etwa 510 Millionen Euro steigern. Im Jahr 2024 verkündete Hochland wieder in das Russlandgeschäft investieren zu wollen.

## Standorte
Neben Heimenkirch befinden sich weitere Standorte, zum Teil mit Produktionsstätten, in Schongau (Deutschland), Dieue-sur-Meuse (Frankreich), Barcelona (Spanien), Kaźmierz, Węgrów und Poznań (jeweils Polen), Bukarest, Sighișoara, Sovata (jeweils Rumänien), in Raos (im Ramenski rajon nahe Moskau), Prochorowka und seit Ende 2017 in Belinski (jeweils Russland). Tochtergesellschaften in Amol (Iran) und in der Ukraine wurden zwischenzeitlich verkauft bzw. geschlossen.
2008 übernahm Hochland die Grünland-Käsereiwerke in Kempten (Allgäu) inklusive aller Rechte an der Marke „Grünländer“, welche damals den zweiten Platz im Umsatzranking aller Marken im deutschen Hart- und Schnittkäsesegment belegte. Ende 2010 wurde dieses Werk von Hochland daraufhin geschlossen und liegt seither brach. In die Standorte Schongau und Heimenkirch wurden von den 80 Mitarbeitern im Werk Kempten nur sechs übernommen.
Hochland wird von der im Besitz der Gründerfamilien befindlichen HOCHLAND Holding GmbH & Co. KG mit Sitz in Heimenkirch kontrolliert.

## Marken (Auswahl)
Herstellermarken:
- „Almette“
- „Grünländer“ (Übernahme dieser Marke mit dem aufgelösten Grünland-Käsereiwerk in Kempten)
- „Hochland“
- „Patros“, Weißkäse und Feta
- „Valbrie“
- „Gervais“[14]
- „Simply V“

Handelsmarken: (teilweise Dachmarken, weitere Sorten werden von anderen Herstellern produziert)
- „Roi de Trefle“, Brie (Aldi Süd; produziert von Fromagerie Henri Hutin)
- „Couronne“, Brie (Plus; ebenso von FHH)
- „Alpenmark“ Kräuterfässchen (Aldi Süd), Schmelzkäse (Aldi Nord)
- „Hofmaier“, Räucherkäse
- „Devinos“, in Salzlake gereifter Käse (Aldi Süd)
- „Devina“, Hirtenkäse (Aldi Nord)
- „Milbona“, in Salzlake gereifter Käse (Lidl)
- „Mitakos“, in Salzlake gereifter Käse (Penny)
- „Hofburger“, Schnittkäse, Ziegenweichkäse (Aldi)
- „Gutes Land“, Schmelzkäsezubereitung (Netto Marken-Discount)